# Batalik
Batalik est une ville du Ladakh, en Inde, située sur le cours supérieur de la rivière Indus. Elle a été un point central le conflit de Kargil en raison de son emplacement stratégique entre Kargil, Leh et le Baltistan. En 1999, la guerre de Kargil s'est déroulée dans cette région,. Batalik se trouve à 56 km de Kargil et est connue pour ses quatre villages Brokpa : Dah, Hanu, Garkon, Chulichan, Sharchay et Darchak. La tribu Brokpa descendrait directement des soldats d'Alexandre le Grand. La plupart de la vallée est composée de Brokpas bouddhistes, mais quelques communautés se sont converties à l'islam chiite et se sont mariées avec d'autres groupes ethniques musulmans en conséquence.

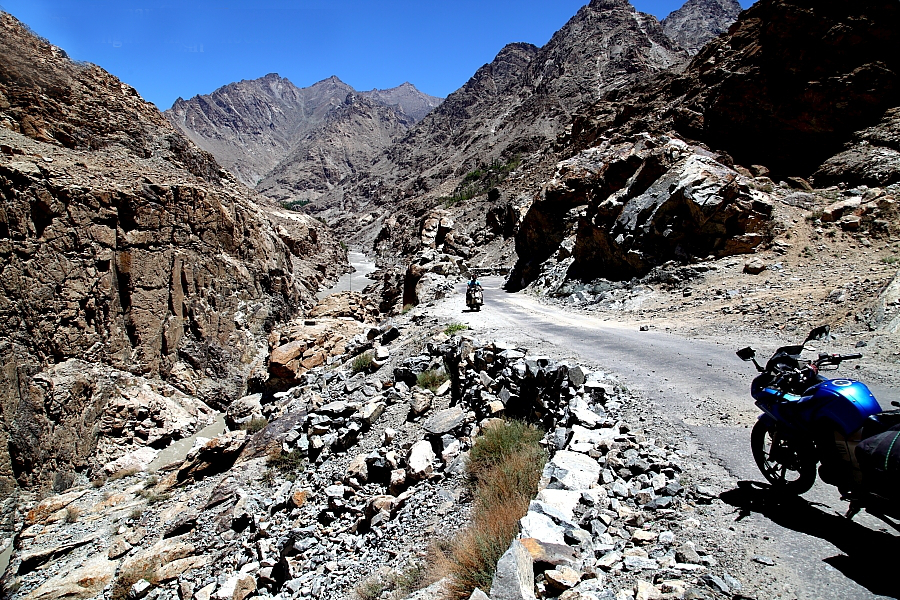
Paysage près de Batalik
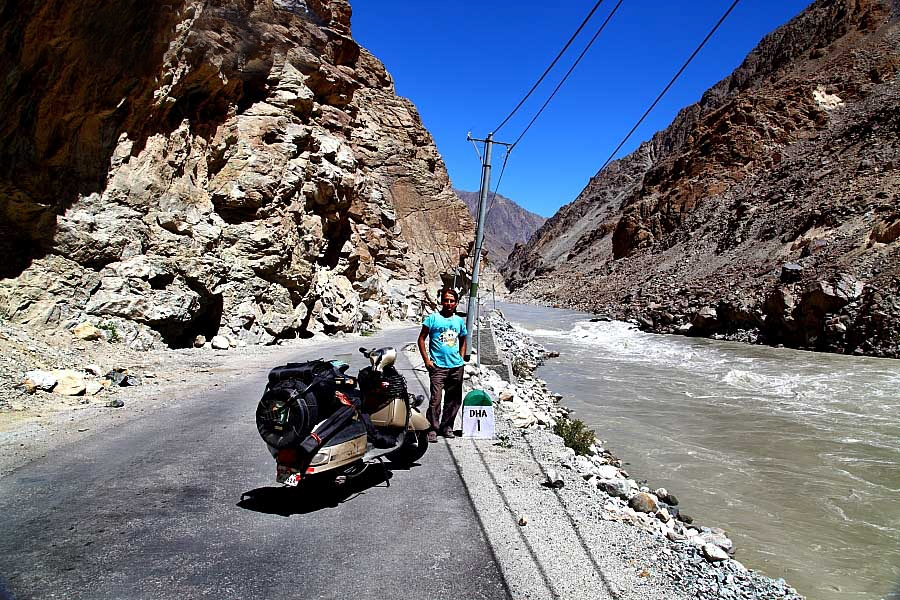
L'Indus près de Batalik